# Jackie Speier
Pour les articles homonymes, voir Speier.
Karen Lorraine Jacqueline Speier dite Jackie Speier, née le 14 mai 1950 à San Francisco (Californie), est une femme politique américaine, élue démocrate de Californie à la Chambre des représentants des États-Unis de 2008 à 2023. Elle fait partie des survivantes du massacre du Temple du Peuple en 1978.

## Biographie

### Carrière professionnelle et débuts en politique
Jackie Speier est originaire de San Francisco. Elle est diplômée de l'université de Californie à Davis et de l'école de droit Hastings. Parallèlement à ses études, elle travaille pour le représentant Leo Ryan. Avec Ryan et des journalistes, elle se rend en novembre 1978 au Guyana pour enquêter sur le Temple du Peuple. Alors qu'ils quittent le pays, cinq personnes dont le député sont tuées. Speier, touchée par cinq balles, et neuf autres personnes sont laissées pour mortes avant que les secours n'interviennent 22 heures plus tard. À son retour aux États-Unis, elle se présente à la succession de Ryan mais finit quatrième de l'élection.
Elle reprend par la suite sa carrière d'avocate. En 1980, elle est élue au conseil des superviseurs du comté de San Mateo, au sud de San Francisco. À partir de 1986, elle est élue à l'Assemblée californienne puis au Sénat de l'État de 1998 à 2006.
En 2006, elle se présente au poste de lieutenant-gouverneur de Californie. Durant la primaire démocrate, elle lève plus de fonds que ses adversaires John Garamendi, commissaire à l'assurance de l'État, et Liz Figueroa, également sénatrice. Elle reçoit notamment le soutien de Dianne Feinstein et du Sierra Club. Elle arrive toutefois deuxième de la primaire derrière Garamendi.

### Représentante des États-Unis
Au printemps 2008, elle se présente à la Chambre des représentants des États-Unis pour succéder au démocrate Tom Lantos, mort d'un cancer. Avant que celui-ci ne décède, il avait annoncé son soutien à Speier. Elle est élue le 8 avril avec environ 80 % des voix. En novembre, elle remporte un mandat complet et est depuis réélue tous les deux ans avec plus de 75 % des suffrages.
En novembre 2017, dans le contexte des révélations qui suivent l'affaire Harvey Weinstein, elle dépose une proposition de loi avec Kirsten Gillibrand pour réformer le système de plainte d'agression ou de harcèlement sexuel par des élus du Congrès, jugé jusque-là opaque et défavorable aux victimes présumées.
En novembre 2021, elle annonce qu'elle ne sera pas candidate à un nouveau mandat lors des élections de 2022.
Neuf mois après avoir quitté le Congrès, elle annonce sa candidature pour retrouver le siège qu'elle avait occupé au conseil des superviseurs du comté de San Mateo dans les années 1980. Elle remporte l'élection en 2024.